# Ferrovia Dugo Selo-Novska
La ferrovia Dugo Selo-Novska (Željeznička pruga Dugo Selo – Novska in croato), ufficialmente denominata ferrovia M103, è una linea ferroviaria croata che unisce la località di Dugo Selo, situata a 20 km ad est di Zagabria, la cittadina di Novska. Oltre quest'ultima località la ferrovia si biforca. Il primo segmento, denominato M502, raggiunge la cittadina di Sisak e Zagabria, il secondo, denominato M104, raggiunge Vinkovci ed il confine serbo. 
La ferrovia forma parte del corridoio paneuropeo X che unisce Salisburgo a Salonicco.

## Storia
La ferrovia fu aperta al traffico nel 1897.

## Percorso
| Continuation backward |

| Station on track |

| 445,2 |
| 84,2  |

|  | Unknown route-map component "ABZgl" | Unknown route-map component "CONTfq" |

| Stop on track |

| Non-passenger station/depot on track |

| Stop on track |

| Unknown route-map component "hKRZWae" |

| Station on track |

| Unknown route-map component "SKRZ-G2u" |

| Stop on track |

| Stop on track |

| Stop on track |

| Unknown route-map component "hKRZWae" |

| Stop on track |

| Stop on track |

| Stop on track |

| Stop on track |

| Stop on track |

| Station on track |

| Unknown route-map component "SKRZ-G2u" |

| Stop on track |

| Unknown route-map component "hKRZWae" |

| Station on track |

|  | Unknown route-map component "ABZgl" | Unknown route-map component "CONTfq" |

| Unknown route-map component "hKRZWae" |

| Stop on track |

| Small arched bridge over water |

| Stop on track |

| Unknown route-map component "SKRZ-G2u" |

| Unknown route-map component "CONTgq" | Unknown route-map component "ABZg+r" |  |

| Station on track |

| 0   |
| 307 |

| Continuation forward |